# Holoplagia forcipata
Holoplagia forcipata är en tvåvingeart som först beskrevs av Cook 1971.  Holoplagia forcipata ingår i släktet Holoplagia och familjen dyngmyggor. Inga underarter finns listade i Catalogue of Life.